# Sport à Madagascar
Le sport à Madagascar est une partie importante de la culture et de la société malgache.
Outre une activité de loisir, le sport malgache dispose également une place importante dans le domaine professionnel que de nombreuses personnes choisissent le sport comme une option de carrière.
Le rugby à XV, bien que pratiqué à un niveau très largement amateur, est souvent cité comme le sport national de Madagascar,,, parfois au côté de la pétanque.
Le sport à Madagascar inclut  l'athlétisme, le football, le basket, le tennis, la Zumba ou des arts martiaux (le morengy, le jiu-jitsu, le karaté, la boxe, le judo...). 
Du lycée au niveau national, le sport est pratiqué par de nombreux habitants à Madagascar.
Le pays participe également aux compétitions internationales en particulier dans le domaine de l'athlétisme et de la pétanque (ou il a été pluisieurs fois champion du monde).
Depuis les années 2000, les jeunes du pays commence également à pratiquer des sports extrêmes comme le vélo trial, le skateboard, le roller, BMX, parkour, kitesurf... .

## Historique
Le Rugby à XV est un des premiers sports modernes à se développer à Madagascar, à la fin du XIXe siècle, et Madagascar devient même un des très rare pays africains où le rugby se développe dès le début du XXe siècle.

## Soutien de l’État malagasy pour les sportifs
L’État malagasy prend en charge les compétiteurs et les athlètes.

## Jeux olympiques
Madagascar n' a jamais atteint la finale des épreuves lors des Jeux olympiques.

## Disciplines non olympiques
Madagascar est champion du monde de pétanque en 1999 et 2016.